# Methuen (Massachusetts)

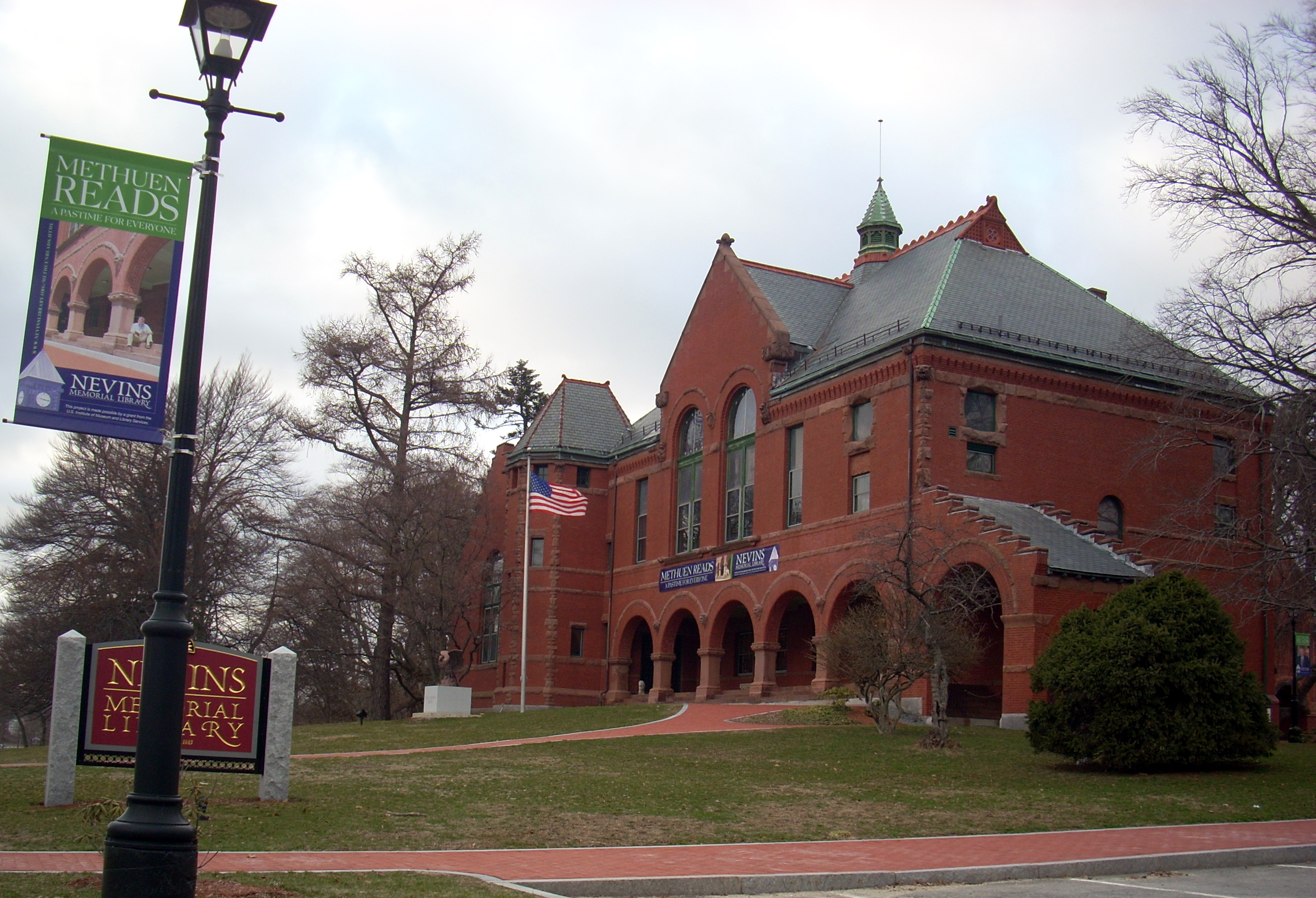
Nevins Memorial Libray, edificio inscripto en el Registro Nacional de Lugares Históricos

Methuen es una ciudad situada en el condado de Essex, Massachusetts, Estados Unidos. Tiene una población estimada, a mediados de 2022, de 53 241 habitantes.

## Historia
Methuen se estableció por primera vez en 1642 y se incorporó oficialmente en 1726. Originalmente, Methuen formaba parte de Haverhill, Massachusetts. En 1724, Stephen Barker y otros habitantes de la zona oeste de la ciudad solicitaron al Tribunal General de Massachusetts permiso para formar una nueva ciudad sobre el arroyo Hawke's Meadow. Aunque sus conciudadanos se opusieron, la petición fue aprobada al año siguiente (8 de diciembre de 1725) y el Tribunal General les otorgó un acta de constitución con el nombre de Methuen. El nombre de la ciudad se debe a Sir Paul Methuen, miembro del Consejo Privado del Rey y amigo del gobernador provincial en funciones William Dummer. La primera asamblea municipal se celebró el 9 de marzo de 1726 en la casa de un residente. El terreno se reservó para una casa de reuniones, que se erigió más tarde, en 1726, en lo que hoy es el Cementerio de la Casa de Reuniones de la Colina.
Los residentes de la zona norte de la nueva ciudad de Methuen pronto solicitaron tener su propia casa de reuniones (una combinación de ayuntamiento e iglesia puritana), y en 1736 se estableció la parroquia norte. Los descendientes de los propietarios originales de Haverhill donaron el terreno para la casa de reuniones, y en 1738 se erigió la segunda casa de reuniones de Methuen. La estructura se conserva hasta nuestros días, como el edificio de la Sociedad Histórica de Salem, N.H. En 1741, con la fijación del límite norte de Massachusetts, la mayor parte de esta nueva parroquia norte se trasladó de Methuen y se ubicó en New Hampshire. Se constituyó como Salem, Nuevo Hampshire en 1750.
El crecimiento industrial del siglo XIX influyó en el desarrollo de Methuen. La construcción de las fábricas de algodón de Methuen en las cataratas del río Spicket en la década de 1820 y el aumento de la fabricación de sombreros y zapatos en pequeñas fábricas a lo largo del río Spicket impulsaron la centralización de las actividades económicas, residenciales y culturales de Methuen en el área de las calles Osgood, Broadway, Hampshire y Pleasant. Tres familias adineradas y prominentes —los Nevin, los Tenney y los Searle— desempeñaron un papel importante en la historia y el desarrollo de Methuen. Estas familias fueron fundamentales en la fundación de muchos de los lugares emblemáticos de Methuen, como la Biblioteca Conmemorativa Nevins, el edificio Searles, la Puerta de Tenney, la Casa Nevins, las Cataratas Spicket y el monumento a la Guerra Civil entre las calles Pleasant y Charles.
En 1922, se vio afectada por la Huelga Textil de Nueva Inglaterra de 1922, que cerró las fábricas de la ciudad debido a un intento de recorte salarial.

## Geografía
Según la Oficina del Censo de los Estados Unidos, tiene una superficie total de 57.55 km², de los cuales 57.53 km² corresponden a tierra firme y 2.02 km² están cubiertos de agua.

## Demografía
Según el censo de 2020, en ese momento la ciudad tenía una población de 53 059 habitantes. La densidad de población era de 922.28 hab./km². El 62.91% de los habitantes eran blancos, el 5.11% eran afroamericanos, el 0.41% eran amerindios, el 4.01% eran asiáticos, el 0.02% eran isleños del Pacífico, el 17.39% eran de otras razas y el 10.14% eran de una mezcla de razas. Del total de la población, el 29.31% eran hispanos o latinos de cualquier raza.